# Hakoah Amidar Ramat Gan
Maillots
Le Hakoah Amidar Ramat Gan Football Club (en hébreu : מועדון כדורגל הכח עמידר רמת גן), plus couramment abrégé en Hakoah Amidar Ramat Gan, est un club israélien de football fondé en 1959 et basé dans la ville de Ramat Gan.

## Histoire du club
Le club naît de la fusion du Hakoah Tel-Aviv et du Maccabi Ramat Gan sous le nom du Hakoah Ramat Gan, en 1959.
En 2005, l'équipe fusionne avec le Maccabi Ramat Amidar pour former le Hakoah Amidar Ramat Gan.

## Palmarès
| \| - Championnat d'Israël (2) : - Champion : 1964-65 et 1972-73. - Coupe d'Israël (2) : - Vainqueur : 1968-69 et 1970-71. - Finaliste : 1972-73. - Supercoupe d'Israël : - Finaliste : 1969 et 1971. \| \| - Coupe de la Ligue israélienne de deuxième division (3) : - Vainqueur : 1995-96, 1996-97 et 1998-99. - Championnat d'Israël de deuxième division (2) : - Champion : 1978-79 et 2007-08. - Championnat d'Israël de troisième division (1) : - Champion : 2002-03. \| |  | |
| - Championnat d'Israël (2) : - Champion : 1964-65 et 1972-73. - Coupe d'Israël (2) : - Vainqueur : 1968-69 et 1970-71. - Finaliste : 1972-73. - Supercoupe d'Israël : - Finaliste : 1969 et 1971. |  | - Coupe de la Ligue israélienne de deuxième division (3) : - Vainqueur : 1995-96, 1996-97 et 1998-99. - Championnat d'Israël de deuxième division (2) : - Champion : 1978-79 et 2007-08. - Championnat d'Israël de troisième division (1) : - Champion : 2002-03. |

## Personnalités du club

### Présidents du club
- Gal Yosef /  Nimrod Vered
- Yitzhak Pozmantier
- Itzik Zvigi

### Entraîneurs du club
- Meir Somech
- Vicky Peretz
- Idan Litbek